# Georg Glockendon
Georg Glockendon der Ältere († 1514 in Nürnberg) war ein deutscher Maler, Graphiker und Illuminator aus der Nürnberger Künstlerfamilie Glockendon.

## Biographie
Georg Glockendon wanderte 1484 nach Nürnberg ein. Er war als Illuminator, Briefmaler und Formschneider tätig. Bekannt sind die Bemalung Martin Behaims Globus und die Zeichnung der Romwegkarte von Erhard Etzlaub, die Holzschnitte zweier Ausgaben eines „Immerwährenden Kalenders“ von 1493 und die Herausgabe der deutschen Ausgabe der „Perspectiva Artificialis“ von Jenan Pélerin 1509. Georg Glockendon illustrierte eine Ausgabe der „Meerfahrt“ des Indienreisenden Balthasar Sprenger.